# Wiesneria filifolia
Wiesneria filifolia, vodena trajnica iz porodice žabočunovki. Autohtona je po tropskoj Africi, poimence u Angoli, Bocvani, DR Kongu, Burundiju, Ugandi, Tanzaniji, Zambiji, Zimbabveu i Madagaskaru
W. filifolia je hidrohemikriptofit, raste po rijekama, lagunama i manje više stajaćim vodama do 1.5 metara dubine.